# Lilia Maria Bertarelli
Lilia Maria od Nejsvětějšího Ukřižování (světským jménem: Anna Maria Felice Bertarelli; 25. července 1689 Viterbo – 12. února 1773 Viterbo) byla italská řeholnice Třetího řadu svatého Františka a učitelka.

## Život
Narodila se 25. července 1689 ve Viterbu do chudé rodiny Benedetta Bertarelliho a Maddaleny d'Antona. Pokřtěna byla karmelitánským knězem Giovannim Domenicem Lucchesim.
V devíti letech začala studovat na škole Zbožných učitelek Venerini, a to díky své kmotře, hraběnce Cecilii Galeotti. Po studiu se stala učitelkou na několika školách institutu Venerini. Na radu svého zpovědníka otce Klementa z Tuscanie vstoupila do třetího řádu svatého Františka. Dne 17. května 1712 oblékla řeholní hábit a 8. prosince následujícího roku složila řeholní sliby.
Jako řeholnice se starala o nemocné. V jejím domě se soustřeďovaly ženy, které toužily po duchovním životě. Díky jejímu úsilí vzniklo pět františkánských klášterů. Pro tyto kláštery sepsala pravidla. Práce sester se zaměřovala na výchovu dívek.
Zemřela 12. února 1773 ve Viterbu.

## Proces svatořečení
Proces byl zahájen roku 1776 v diecézi Viterbo. Dne 21. června 1790 započala římská fáze procesu s udělením titulu Ctihodné.